# Mikołaj III (papież)
Mikołaj III (łac. Nicolaus III, właśc. Giovanni Gaetano Orsini; ur. ok. 1210–1220 w Rzymie, zm. 22 sierpnia 1280 w Viterbo) – papież w okresie od 25 listopada 1277 do 22 sierpnia 1280.

## Życiorys
Był synem Mattea Rossy Orsiniego (przywódcy wojsk papieskich, który uwięził kardynałów podczas elekcji Celestyna IV) i Perny Gaetani. Innocenty V mianował go kardynałem diakonem kościoła św. Mikołaja, a Urban IV – zarządcą Sabiny i Kampanii, generalnym inkwizytorem oraz opiekunem franciszkanów i dominikanów. Za czasów Jana XXI został archiprezbiterem bazyliki św. Piotra. Był dyplomatą papieskim. Wybrano go na konklawe w Viterbo, na którym doszło do aktów przemocy.
Zaraz po wyborze na Stolicę Piotrową, przekonał Karola Andegaweńskiego, by nie ubiegał się o kolejną kadencję senatora rzymskiego i wydał dekret (11 lipca 1278) mówiący, że żaden nie-Rzymianin nie może sprawować tej funkcji bez zezwolenia. Wprowadził też papieską signorię – wybrał sam siebie na dożywotniego senatora. Zdołał doprowadzić do ustalenia stałych granic Państwa Kościelnego, które przetrwały aż do XIX wieku, głównie dzięki podpisaniu konkordatu z królem Niemiec, Rudolfem I Habsburgiem (w którym Rudolf zrzekł się wszelkich roszczeń do Romanii). Aby ostatecznie pogodzić zwaśnione rody Habsbugów i Andegawenów, papież doprowadził do małżeństwa córki Rudolfa I, Klemencji, z wnukiem Karola I, Karolem Martelem.
Negocjował także z Michałem Paleologiem kwestię zjednoczenia kościołów – warunki, jakie wysłał były jeszcze ostrzejsze niż poprzednie – Mikołaj odmówił ekskomuniki łacińskich sprzymierzeńców Karola Andegaweńskiego w Bizancjum i wymagał obecności legata papieskiego w Konstantynopolu.
Zreformował procedury kancelarii papieskiej, mianował kilku nowych kardynałów. Rozstrzygnął spór ubóstwa franciszkańskiego, wybierając drogę pośrednią, wytyczoną przez św. Bonawenturę (bulla Exiit qui seminat).
Założył Ogrody Watykańskie i zbudował „Capella Sancta Sanctorum” na Lateranie, a także odrestaurował bazylikę św. Piotra. Zmarł na udar mózgu niedaleko Viterbo.